# پیر کلاویر
پیر کلاویر (انگلیسی: Pierre Clavier؛ زادهٔ ۱۷ ژانویهٔ ۱۹۸۰) بازیکن فوتبال اهل فرانسه است.
از باشگاه‌هایی که در آن بازی کرده‌است می‌توان به باشگاه فوتبال متس اشاره کرد.